# Joachim Fuchsberger
Joachim Fuchsberger (Zuffenhausen, 11 maart 1927 – Grünwald, 11 september 2014) was een Duitse acteur en entertainer.

## Jeugd
Joachim Fuchsberger groeide op in Heidelberg en Düsseldorf met twee jongere broers en bezocht meerdere basis- en middelbare scholen en het gymnasium, maar hij behaalde geen diploma's. Als kind was hij lid van de Hitlerjugend. Bij het begin van de Tweede Wereldoorlog was hij 12 jaar, zelfs als scholier moest hij werken bij de Reichsarbeitsdienst. Aan het einde van de Tweede Wereldoorlog werd hij in Wittstock opgeleid tot parachutist. Dankzij zijn judokennis (1e dan) werd hij op 16-jarige leeftijd benoemd tot opleider voor man-tegen-mangevechten.
Hij werd ingezet aan het Oostfront, belandde in Stralsund in de ziekenboeg en raakte daarna in Russische, aansluitend in Amerikaanse en ten slotte in Britse krijgsgevangenschap. Hij werd onderscheiden met het Kriegsverdienstkreuz 2e klasse mit Schwertern.
De bijnaam Blacky dateerde uit deze tijd. Zijn operatienaam was toentertijd Jackie, maar zijn Frans sprekende vriendin sprak deze uit als Blacky. Hij verklaarde later in een interview dat hij dezelfde naam kreeg tijdens zijn werk bij de Bayerischer Rundfunk, toen hij als spreker in beschonken toestand presenteerde, waarop de programmadirecteur hem aanmaande om voor de uitzendingen geen Blackies (Black & White-whisky) te drinken.
In 1946 werkte Fuchsberger vier maanden lang ondergronds in de mijn König Ludwig in Recklinghausen. Op deze manier hoefde hij in Schleswig-Holstein niet meer in Brits krijgsgevangenschap en kon hij zijn familie in Düsseldorf bezoeken. Daarna werkte hij als monteur van drukkerijmachines in zijn vaders bedrijf en ten slotte als medewerker in de chemigrafische afdeling van een uitgeverij in Düsseldorf. In 1946 werd hij reclameleider van de Deutsche Bauausstellung in Neurenberg. Van 1950 tot 1952 was hij radiospreker bij de Sender München en Wochenschau-spreker. Hij hield zich ook bezig als tekstdichter.

## Carrière als acteur
Na enkel onbeduidende bijrollen begon in 1954 Fuchsbergers carrière als hoofdrolspeler in de driedelige film 08/15. Dankzij de vertolking van de slimme soldaat Asch, die het uiteindelijk tot luitenant schopte, werd hij populair. Daarna acteerde hij regelmatig als uniformdrager in oorlogsfilms, zoals Der grüne Teufel von Monte Cassino of als minnaar in de zogenaamde Heimatfilms. In de jaren 1960 werd hij als inspecteur in meerdere Edgar Wallace-films en andere krimi's landelijk bekend als krimi-ster. Hij openbaarde zich in deze tijd als de ideale man voor de rol van gangsterjager en beschermer van achtervolgde vrouwen. In de Edgar Wallace-cyclus speelde hij in Der Frosch mit der Maske (1959) de jonge hobbydetective Richard Gordon, in Die Bande des Schreckens (1960) hoofdinspecteur Long, in Die toten Augen von London (1961) inspecteur Larry Holt, in Das Geheimnis der gelbe Narcissen (1961) verzekeringsagent Jack Tarling, in Die seltsame Gräfin (1961) inspecteur Mike Dorn, in Das Gasthaus an der Themse (1962) inspecteur Wade van de waterpolitie, in Der Fluch der gelben Schlange (1962/1963) de rijke Clifford Lynne, in Der schwarze Abt (1963) de landbeheerder Dick Alford, in Zimmer 13 (1963/1964) speurder Johnny Gray, in Der Hexer (1964), Der Mönch mit der Peitsche (1967) en Im Banne des Unheimlichen (1968) telkens als inspecteur Higgins en in Das Geheimnis der grünen Stecknadel (1971) inspecteur Barth. In 1961 vertolkte hij naast Heinz Klevenow de rol van Archie Goodwin in de vijfdelige tv-film Zu viele Köche. In 2007 werkte hij mee aan de Edgar Wallace-parodie Neues vom Wixxer. Tot aan zijn dood speelde hij regelmatig in het theater, samen met zijn collega Ralf Bauer.

## Carrière als presentator
Bij de Olympische Zomerspelen 1972 in München was Fuchsberger stadionspreker tijdens de openings- en afsluitings-ceremonie in het Olympiastadion. Tijdens het slotfeest op 11 september 1972, een dag na de aanslag op het Israëlische team, kreeg hij de melding van een mogelijke aanslag met een passagierstoestel op het Olympiastadion. De organisatoren legden de verantwoordelijkheid voor evacuatie in zijn handen, maar hij besloot om het publiek niet te informeren, omdat hij bevreesd was voor massahysterie. Later bleek het loos alarm te zijn. In 1978 werd hij tijdens een tv-show in het kader van een circusnummer gebeten door een chimpansee en liep hierdoor hepatitis B op, met het gevolg dat hij vier maanden in quarantaine moest. Zoals hij zelf berichtte, ging hij door een diep dal met depressies, maar hij overleefde de ziekte zonder nadelige gevolgen.
Hij presenteerde meerdere tv-shows, waaronder Auf Los geht's los en de ARD-talkshow Heut' Abend (1980 tot 1991), in welke hij 300 maal een prominente tijdgenoot interviewde over zijn leven. Hij kon het zich permitteren om aanbiedingen voor rollen en uitzendingen af te wijzen. Hij bekritiseerde de groeiende oppervlakkigheid en het gemis aan kwaliteit bij de televisie. Vanaf de jaren 1970 speelde hij tot 2007 in geen enkele film meer mee. Hieromtrent merkte hij op: Hoe ouder ik word, des te intoleranter word ik. Hij kon de toenemende kritiek op zijn uitzending Auf Los geht's los niet verwerken. Hij verdedigde onder andere zijn gasten Erich von Däniken en de 15-jarige Désirée Nosbusch tegen de kritiek van de toeschouwers met de woorden: Ik laat mijn gasten niet beledigen. Na gedeeltelijke hevige kritiek op zijn presentaties trok hij zich op het eind van de jaren 1980 tijdelijk terug naar het Australische Hobart, waar hij sinds 1983 een tweede onderkomen had.
In 1990 aanvaardde hij een tv-show. Na de dood van Robert Lembke verviel de quiz Was bin ich?, waardoor Fuchsberger de nieuwe quiz Ja oder Nein kon starten, waarin vier prominenten de geheimen van de gasten moesten raden. Van 1988 tot 2003 draaide hij voor de Bayerischer Rundfunk twintig films in het kader van de reportageserie Terra Australis, waarin hij mensen en landschappen van zijn tweede thuisland presenteerde.

## Verdere activiteiten
Hij had ook als tekstschrijver van schlagers succes, waaronder Blumen für die Damen, dat hij schreef voor zijn eerste vrouw Gitta Lind, Was ich dir sagen will, Der große Abschied, Schau es schneit en Dann kann es sein, dass ein Mann auch einmal weint, dat werd gezongen door Udo Jürgens. Bovendien schreef hij de tekst voor het clublied van de SV Stuttgarter Kickers en voor liederen van Howard Carpendale en Jürgen Marcus. Bij de Grand Prix Eurovision de la Chancon 1957 maakte hij de punten voor Duitsland bekend. Aan het eind van de jaren 1960 stichtte Fuchsberger met zijn partner een firma in onroerend goed, die echter zeer spoedig failliet ging. Met 42 jaar verloor hij zijn complete vermogen, moest hij zijn villa verkopen en zat hij op een berg schulden. Met behulp van zijn echtgenote Gundula, die toentertijd de processen voor hem voerde, de bijstand van vrienden en zijn onvermoeibare arbeid kon hij zijn schulden vereffenen en begon hij een nieuw bestaan. In 1984 werd hij de eerste Duitse ambassadeur voor UNICEF. In november 2006 ontving hij hiervoor in München de Bayerische Staatsmedaille für Soziale Dienste. In 2011 werd hij tot ere-ambassadeur van het Kinderhilfswerk benoemd. Hij was ook sinds 2009 lid van het curatorium van de FIFA-vrouwen-WK 2011 en naast de presidente van het organisatiecomité Steffi Jones beschermheer van het Volunteer-programma van de FIFA-vrouwen-WK 2012.

## Privéleven en overlijden
In 1951 trouwde Fuchsberger met de schlagerzangeres Gitta Lind. Het huwelijk weer werd ontbonden in 1953. In 1954 trouwde hij met de actrice Gundula Korte. Ze leerden elkaar kennen in de vertrekken van de Bayerischer Rundfunk, waar Korte werkte als radiotechnicus.
Fuchsberger werd tot aan zijn dood gesteund door zijn vrouw Gundula, die ook als manager en producente voor hem werkzaam was. Ook zijn zoon Thomas (1957 tot 2010), die componist en muziekproducent was, steunde hem bij de productie van talloze tv-reportages. Op 14 oktober 2010 verdronk Thomas ten gevolge van een hypoglykemie in een beek bij Kulmbach. In 2003 incasseerde Fuchsberger op het podium een hartinfarct, nadat hij reeds eerder drie hartoperaties had ondergaan. In juni 2013 kreeg hij een tweede hartinfarct te verwerken. Hij overleed op 11 september 2014 in de leeftijd van 87 jaar in zijn huis in Grünwald bij München. Zijn laatste wens was om samen met zijn vrouw Gundula in december 2014 hun diamanten huwelijk te mogen vieren, ging hierdoor niet in vervulling. Aan de rouwdienst in Grünwald op 22 september 2014 namen, naast familie en vrienden, ook deel: Frank Elstner, Franz Beckenbauer, Oliver Kalkofe, Markus Lanz, Uschi Glas en IOC-president Thomas Bach. Hij werd bijgezet op het kerkhof Waldfriedhof Grünwald, naast zijn zoon Thomas.

## Trivia
Een grote passie ontwikkelde Fuchsberger voor het eiland Tasmanië, waar hij veel tijd doorbracht. In 1999 werd hij door de Tasmaanse minister-president benoemd tot ere-ambassadeur voor het toerisme. Fuchsberger was ere-inspecteur bij Scotland Yard, bij de Franse Sûreté en bij de Beierse recherche.

## Filmografie
- 1953: Geh, mach dein Fensterl auf
- 1954: Wenn ich einmal der Herrgott wär
- 1954: 08/15
- 1955: Das Lied von Kaprun
- 1955: 08/15 – deel 2
- 1955: Der letzte Mann
- 1955: 08/15 in der Heimat
- 1956: Symphonie in Gold
- 1956: Lumpazivagabundus
- 1956: Wenn Poldi ins Manöver zieht
- 1957: Vater macht Karriere
- 1957: Kleiner Mann – ganz groß
- 1957: … und vergib mir meine Schuld
- 1957: Die Zwillinge vom Zillertal
- 1958: Eva küßt nur Direktoren
- 1958: Die grünen Teufel von Monte Cassino
- 1958: Liebe kann wie Gift sein
- 1958: U 47 – Kapitänleutnant Prien
- 1958: Das Mädchen mit den Katzenaugen
- 1958: Mein Schatz ist aus Tirol
- 1959: Die feuerrote Baronesse
- 1959: Der Frosch mit der Maske
- 1959: Mein Schatz, komm mit ans blaue Meer
- 1960: Endstation Rote Laterne
- 1960: Die zornigen jungen Männer
- 1960: Die Bande des Schreckens
- 1961: Die toten Augen von London
- 1961: Das Geheimnis der gelben Narzissen
- 1961: Die seltsame Gräfin
- 1961: Auf Wiedersehen
- 1962: Der Teppich des Grauens
- 1962: Das Gasthaus an der Themse
- 1963: Barras heute
- 1963: Der Fluch der gelben Schlange
- 1963: U 153 antwortet nicht
- 1963: Die weiße Spinne
- 1963: Der schwarze Abt
- 1964: Zimmer 13
- 1964: Der Hexer
- 1965: Hotel der toten Gäste
- 1965: Der letzte Mohikaner
- 1965: Ich, Dr. Fu Man Chu
- 1965: Ich habe sie gut gekannt
- 1966: Wer kennt Johnny R.?
- 1966: Siebzehn Jahr, blondes Haar
- 1966: Lange Beine – Lange Finger
- 1966: Bel Ami 2000 oder Wie verführt man einen Playboy
- 1967: Mister Dynamit – Morgen küßt Euch der Tod
- 1967: Feuer frei auf Frankie
- 1967: Der Mönch mit der Peitsche
- 1968: Im Banne des Unheimlichen
- 1968: Himmelfahrtskommando El Alamein
- 1969: Sieben Tage Frist
- 1969: Schreie in der Nacht
- 1972: Cosa Avete Fatto a Solange?
- 1972: Ein Käfer gibt Vollgas
- 1973: Das Mädchen von Hongkong
- 1973: Das fliegende Klassenzimmer
- 1977: Gefundenes Fressen
- 1982: Der Fan
- 2007: Neues vom Wixxer

## Televisie

### Televisiefilms
- 1956: Smaragden–Geschichte
- 1957: Illusionen
- 1961: Zu viele Köche
- 1964: Die fünfte Kolonne: Zwei Pistolen
- 1967: Der Tod läuft hinterher
- 1969: Hotel Royal
- 1970: 11 Uhr 20
- 1971: Heißer Sand
- 1971: Olympia-Olympia
- 1995: Flammen der Liebe
- 1996: Das Traumschiff – Sydney
- 1997: Der vierte König
- 1998: Tristan und Isolde – Eine Liebe für die Ewigkeit
- 2008: Der Bibelcode
- 2010: Die Spätzünder
- 2013: Die Spätzünder 2 – Der Himmel soll warten

### Televisieshows
- 1960–1961: Nur nicht nervös werden
- 1973–1975: Der heiße Draht
- 1975–1976: Spiel mit mir
- 1977–1986: Auf Los geht’s los
- 1980–1991: Heut' abend
- 1990–1994: Ja oder Nein

### Reportage
- 1988–2005: Terra Australis (reportage uit zijn tweede thuisland Australië)

### Documentaires
- 2007: Joachim Fuchsberger erzählt... (Documentaire waarin Joachim Fuchsberger vertelt over het begin van zijn carrière, het grote tijdperk van de Duitse film en verschillende collega's) – Concept, regie en productie: Eckhart Schmidt
- 2012: Legenden: Joachim Fuchsberger (ARD)
- 2014: Joachim 'Blacky' Fuchsberger (alternatieve titel: Abschied von Joachim Fuchsberger) – Documentaire van Klaus Ickert
- 2014: Joachim Fuchsberger – Ein Porträt

## Theaterstukken
- 2002: Der Priestermacher (Mass Appeal) van Bill C. Davis – met Ralf Bauer, Regie: Helmuth Fuschl

## Hoorspelen
- 1954: Rolf Olsen: Kurt Wilhelm: Kathi und das Geisterhaus – Eine wilde Begebenheit – Regie: Kurt Wilhelm (Mundarthörspiel – BR)
- 1963: Alfred Andersch: Vergebliche Brautschau – Bilder aus dem Leben eines Playboys (Christoph) – Regie: Gerd Beermann (SWF / RB)

## Werken

### Boeken
- Ungeplante Abenteuer, Schwann, Düsseldorf 1972, ISBN 978-3-5080-0232-5
- Erinnerung an eine Krankheit, R.S. Schulz, Starnberg 1979, ISBN 978-3-7962-0109-7
- Guten Morgen Australien: Erinnerungen an den Fünften Kontinent, Hoffmann und Campe, Hamburg, 1988, ISBN 3-455-08271-8
- In 47 Tagen rund um Australien - Das Abenteuer Highway 1 (mit Thomas Fuchsberger), Heyne, 1998, ISBN 978-3-453-12920-7
- Denn erstens kommt es anders… Geschichten aus meinem Leben. Bastei Lübbe, Köln 2008, ISBN 978-3-404-61644-2
- Altwerden ist nichts für Feiglinge. Gütersloher Verlagshaus, Gütersloh 2010, ISBN 978-3-579-06760-5
- Bis an seine Grenzen – und darüber hinaus. Gütersloher Verlagshaus, Gütersloh 2011, ISBN 978-3-579-06678-3
- Zielgerade. Gütersloher Verlagshaus, Gütersloh 2014, ISBN 978-3-579-06650-9
- Blacky. Erinnerungen an einen Gentleman. Gepubliceerd door Gundula Fuchsberger. Gütersloher Verlagshaus, Gütersloh 2015, ISBN 978-3-579-06783-4

### Luisterboeken
- Traumklänge oder das längste Märchen, das es je gab. (samen met Nina Ruge) luisterboek. Bastei Lübbe 2005, ISBN 978-3-7857-3053-9
- Altwerden ist nichts für Feiglinge. Hörbuch. Gütersloher Verlagshaus, Gütersloh 2011, ISBN 978-3-579-07634-8

- Biblioteca Nacional de España: XX1435259
- Bibliothèque nationale de France: cb14179283k (data)
- Gemeinsame Normdatei: 118694065
- International Standard Name Identifier: 0000 0000 7824 4436
- Library of Congress Control Number: no98110483
- MusicBrainz: 105c4cff-e6e9-4964-a386-39aedbd8855c
- Nationale bibliotheek van Australië: 35656202
- Nederlandse Thesaurus van Auteursnamen: 071480269
- Réseau des bibliothèques de Suisse occidentale: 02-A020120746
- Système universitaire de documentation: 078837723
- Trove: 1029284
- Virtual International Authority File: 17432642
- WorldCat: E39PBJvCPW8XgQxpBm6MGctdwC